# Clistoabdominalis ruralis
Clistoabdominalis ruralis är en tvåvingeart som först beskrevs av Johann Wilhelm Meigen 1824.  Clistoabdominalis ruralis ingår i släktet Clistoabdominalis och familjen ögonflugor. Inga underarter finns listade i Catalogue of Life.